# Karl Elsener (Messerschmied)

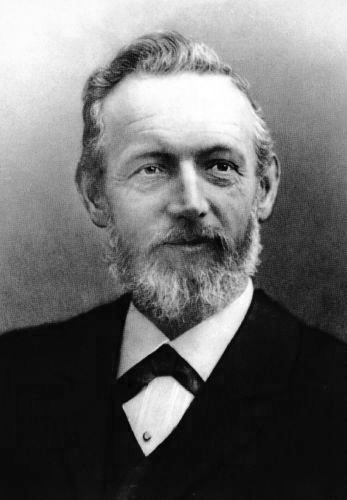
Karl Elsener

Karl Elsener (* 9. Oktober 1860 in Schwyz; † 26. Dezember 1918 ebenda) war ein Schweizer Messerschmied und Unternehmer.
Karl Elsener absolvierte eine Berufslehre als Messerschmied in Zug. Im Jahr 1884 eröffnete er in Ibach einen Betrieb zur Herstellung von Messern und chirurgischen Instrumenten; daraus entwickelte sich die Messerfabrik Victorinox. Von 1912 bis 1918 gehörte Elsener dem Kantonsrat des Kantons Schwyz an. Er war dreimal verheiratet. Nach ihm führten sein Sohn Carl Elsener (1886–1950), sein Enkel Carl Elsener senior (1922–2013) und sein Urenkel Carl Elsener junior (* 1958) das Unternehmen.